# 韦恩贝格
韦恩贝格是奥地利克恩顿州菲拉赫兰县的一个市镇。总面积26.42平方公里，总人口5408人，人口密度204.7人/平方公里（2011年）。